# Hypogeum II
Hypogeum II — второй студийный альбом немецкой готической группы Merciful Nuns, вышедший 28 января 2011 года на лейбле Solar Lodge.

## Об альбоме
Hypogeum II посвящён оккультно-мифологической тематике и вдохновлён «тайнами мегалитической культуры». По словам лидера группы Артауда Сета, Hypogeum II создавался им в состоянии полного погружения в себя, сосредоточения на сугубо личных переживаниях, а также был частично навеян архетипической мифологией и теориями палеоконтакта.
Музыкальные критики в целом довольно высоко оценили альбом, отметив его существенное отличие от предыдущего диска Lib.I — прежде всего, возвращение к медленным и длинным композициям, более «тёмное» звучание, а также влияние Fields of the Nephilim и Nosferatu (тогда как дебютный альбом коллектива нёс явный отпечаток Sisters of Mercy). В то же время рецензенты разошлись во мнениях, который из двух альбомов Merciful Nuns выполнен на более высоком уровне.

## Список композиций
Все тексты: Артауд Сет. Музыка: Merciful Nuns.
1. «The Portal» — 5:22
2. «Hypogeum II» — 9:42
3. «Sacrosanct Hill» — 4:32
4. «Evolution» — 3:00
5. «Sanctuary» — 3:58
6. «Civilisation One» — 7:24
7. «3117 BC» — 1:25
8. «Megalithic Dreams» — 7:06

## Участники записи
- Артауд Сет — вокал, программирование
- Нильс «Jón» Хербиг — гитара
- Ява Сет — бас-гитара